# Estadio La Quema
El estadio La Quema, es un recinto deportivo argentino que se ubica en la ciudad de Boulogne Sur Mer, perteneciente al partido de San Isidro, en la provincia de Buenos Aires. Fue inaugurado el 12 de marzo de 1983. En él se disputan los partidos de fútbol que el Club Atlético Acassuso juega como local, aunque en la actualidad, desde que el equipo se encuentra en la Primera B Metropolitana, el campo deportivo es utilizado por las divisiones inferiores del club y la reserva.

## Historia
El estadio cuenta con capacidad para 1500 espectadores desde su más reciente ampliación. Se localiza en la Avenida Santa Rita entre las calles Uruguay y Camino Real Morón de Boulogne Sur Mer. 
En 1946, Acassuso descendió y perdió la posesión de su cancha. Para evitar ser desafiliado por no tener estadio propio, tras varios intentos, se consiguió un terreno ubicado en Avenida de las Carreras y Camino de la Legua.
Finalmente, en 1977 el club obtuvo la cesión temporaria del terreno para la futura construcción del estadio. La misma fue concluida luego de seis años, tras innumerables esfuerzos por lograr la construcción de la cancha. 
El estadio fue inaugurado el 12 de marzo de 1983, en un encuentro disputado entre el conjunto Quemero y un equipo de juveniles perteneciente a San Lorenzo de Almagro.
Tras el ascenso de Acassuso a la Primera B en 2007, el club dejó de disputar sus encuentros en su estadio debido a la precaria situación del mismo, que tenía un largo periodo de inactividad. Sin embargo, es utilizado discontinuamente para algunos partidos de las divisiones menores de la Asociación del Fútbol Argentino. Las divisiones inferiores del club también utilizan el estadio y los campos de juegos aledaños. Asimismo, el equipo de reserva del club disputa el Torneo de Tercera de la Primera B Metropolitana en el cual hace las veces de local en el estadio, siendo este el torneo regular más importante para el que es utilizado por el club.
En noviembre de 2020 comenzaron las obras pensando en volver a utilizar el estadio para la primera división en el año 2022, año del centenario del club. Se habría construido una platea de 40 metros de largo x 20 metros de ancho y se realizaron trabajos en los vestuarios, lo que elevó su capacidad a la actual.

LA VUELTA A CASA

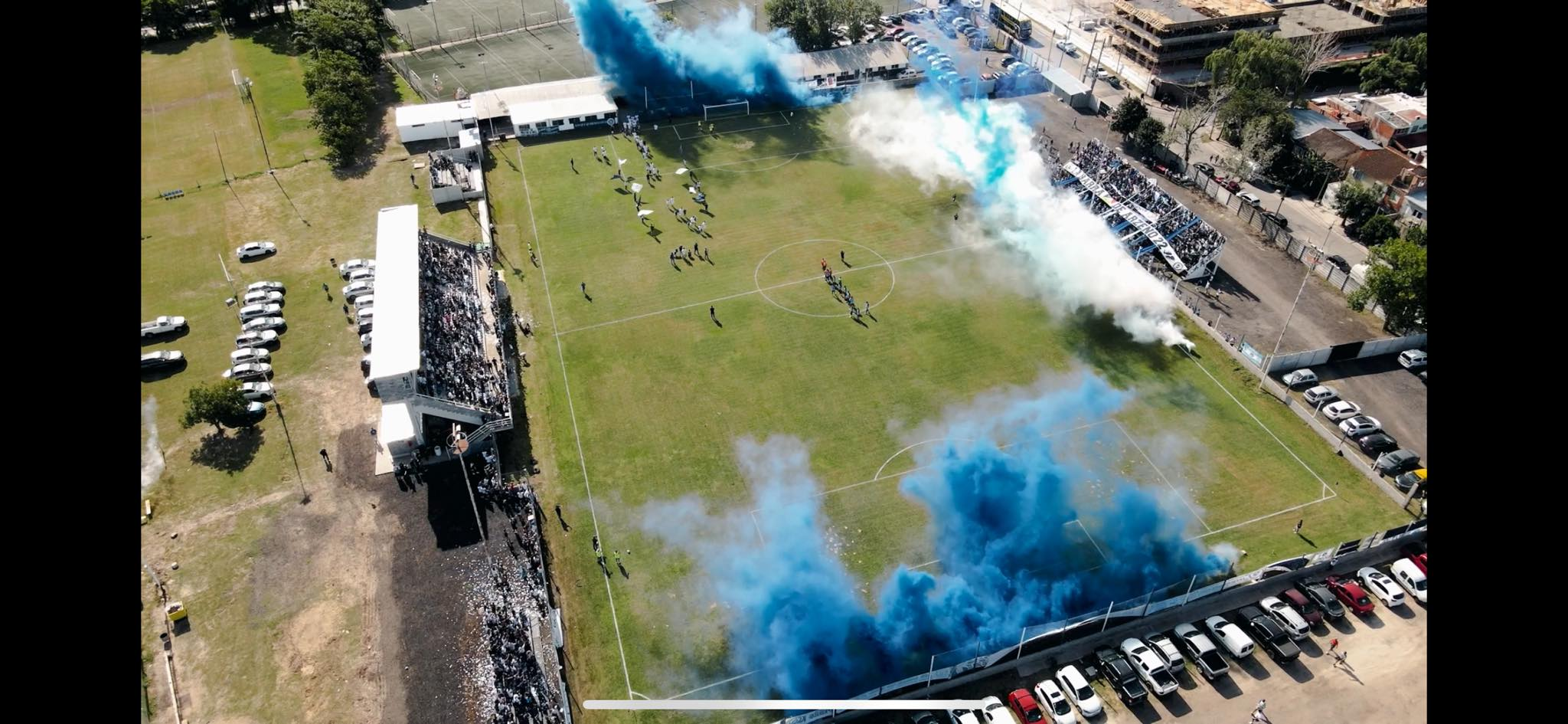
Vista aérea del estadio en su inauguración

La reinauguración fue el 15 de marzo de 2025 en el encuentro que finalizo con igualdad 1 a 1 ante UAI Urquiza. David Escalante de penal fue el autor del gol en la vuelta al barrio después de 18 años.
CAPACIDAD
El estadio cuenta con una capacidad de 1500 espectadores, 500 en la platea «Centenario» y 1000 en el sector popular ampliado para este año.